# 7-й гвардейский штурмовой авиационный полк
Не следует путать с 7-м гвардейским штурмовым авиационным полком ВВС ВМФ
7-й гвардейский штурмово́й авиацио́нный Севастопольский ордена Ленина Краснознамённый полк — авиационная воинская часть ВВС РККА штурмовой авиации в Великой Отечественной войне.

## Наименование полка
В различные годы своего существования полк имел наименования:
- 4-й ближнебомбардировочный авиационный полк (27.04.1938 г.)
- 4-й штурмовой авиационный полк (08.12.1940 г.)[1][2];
- 4-й штурмовой авиационный ордена Ленина полк (04.10.1941 г.);
- 7-й гвардейский штурмовой авиационный ордена Ленина полк (07.03.1942 г.)[1][2];
- 7-й гвардейский штурмовой авиационный Севастопольский ордена Ленина полк (24.05.1944 г.)[1];
- 7-й гвардейский штурмовой авиационный Севастопольский Краснознамённый ордена Ленина полк[1];
- 756-й гвардейский штурмовой авиационный Севастопольский Краснознамённый ордена Ленина полк (20.02.1949 г.)[1];
- 756-й гвардейский истребительно-бомбардировочный авиационный Севастопольский Краснознамённый ордена Ленина полк (01.04.1956 г.)[1].

## История и боевой путь полка
Сформирован как 4-й ближнебомбардировочный авиационный полк в Харькове в составе ВВС Харьковского военного округа в период с 27 апреля по 1 мая 1938 года из личного состава 8-й, 9-й разведывательных и 10-й, 11-й армейских разведывательных авиационных эскадрилий на основании директивы Командующего Харьковского военного округа № Г/1/004245 от 11.03.198 г. по штату № 015/806. На вооружение полк получил самолёты Р-Z и вошел в состав 19-й легкобомбардировочной авиабригады ВВС Харьковского военного округа.

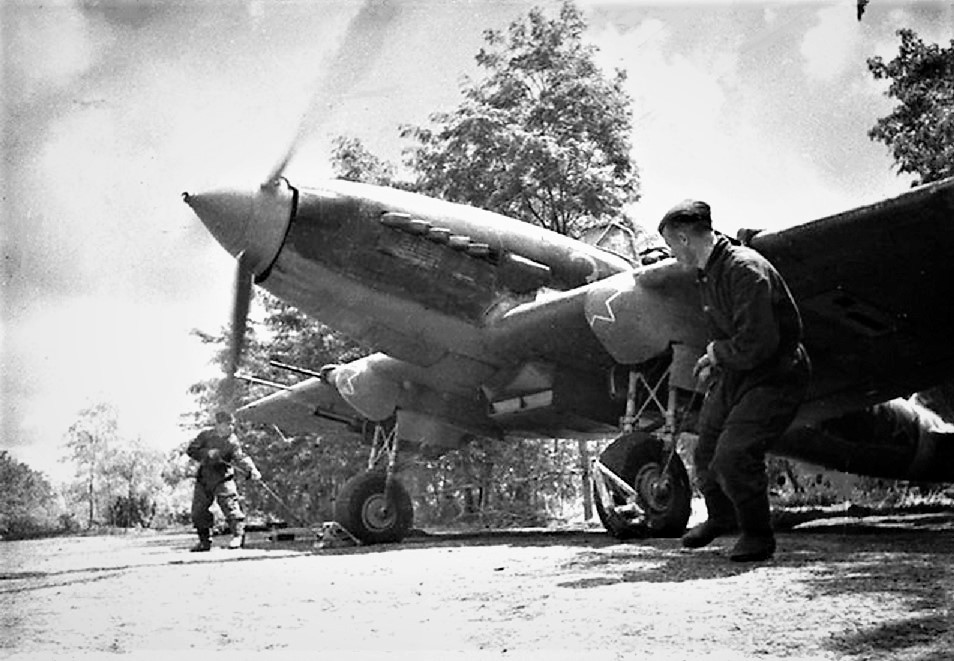
Штурмовик Ил-2 готовится вырулить на взлет.

Принимал участие в Советско-финляндской войне с 13 февраля по 13 марта 1940 года. 27 января 1940 года полк в составе 5 эскадрилий и 63 самолётов Р-Z, перебазировался из Харькова в Кавголово и принимал участие в боевых действиях в составе ВВС 13-й армии. За это время произвел 1416 боевых вылетов.
В связи с перевооружением на самолёты Ил-2 8 декабря 1940 года полк переименован в штурмовой 4-й штурмовой авиационный полк. Самолёты Р-Z оставались на вооружении полка до мая 1941 года. После сдачи самолётов полк под командованием майора Гетмана перебазировался на аэродром Богодухово недалеко от Харькова, на котором, в первых числах июня 1941 года 17 лучших пилотов полка получили 17 первых Ил-2, которые использовались для быстрейшего обучения пилотов. Следующие 48 самолётов этого типа прибыли только за несколько дней перед началом войны, причем один из них был разбит во время посадки (к 15.06.41 г. полк получил 25 Ил-2, а к 22.06.1941 г. ещё 33 таких машины).
В Великой Отечественной войне полк принимает участие с 27 июня 1941 года. За отличное выполнение заданий командования на фронтах борьбы с немецкими захватчиками и проявленные при этом доблесть и мужество Указом Президиума Верховного Совета СССР от 04.10.1941 г. полк награждён орденом Ленина. К этому времени полк совершил более 600 боевых вылетов.
За показанные образцы мужества и героизма 4-й штурмовой авиационный ордена Ленина полк Приказом НКО № 70 7 марта 1942 года переименован в 7-й гвардейский штурмовой авиационный ордена Ленина полк.
Получив звание гвардейского, полк продолжал выполнять боевые задачи по уничтожению наступающих танковых и механизированных колонн, живой силы противника на Южном фронте в составе 5-й резервной авиационной группы. В этот период сменил множество аэродромов, среди них: Гуляй-Поле, Селидовка, Луганское, Николаевка, Ново-Александровка, хутор Смелый, совхоз имени Шмидта, Новая Астрахань, Шахты. С 18 мая полк вошел в состав 230-й штурмовой авиадивизии. С 21 мая 1942 года дивизия вступила в боевые действия в составе 4-й воздушной армии Южного фронта на изюм-барвенковском, миллеровском, каменск-шахтинском, ростовском-на-дону и ставропольском направлениях. Бомбардировочными и штурмовыми действиями уничтожала наступающие танковые и механизированные колонны, живую силу противника. Особенно активно действовала по аэродромам противника Артемовск, Константиновск и Сталино. Полк действовал по переправам и скоплениям войск у переправ на участках Аксай — Николаевская, препятствовала переправе противника через Дон, задерживала части противника в районах Кагальницкая, Незамаевская, Гетмановская, Ворошиловск, Невинномысск, Вашпагир, Сергеевская, Пятигорск, Минеральные воды. Всего за период с 20 сентября 1941 года по 1 сентября 1942 года полк выполнил 939 боевых вылетов, уничтожил 185 самолётов Ме-109, 6 — Ju-88 и 3 Hs-126, 496 танков, 7 бронемашин, 2642 автомашины, 79 зенитных и 119 артиллерийских орудий, 37 минометов, 93 мотоцикла, 485 повозок с грузами, 10 переправ, 9 паровозов, 59 вагонов, до 17397 солдат и офицеров. Боевые потери полка составили: 38 самолётов Ил-2, 26 летчиков и 1 механик.
С 6 сентября по 12 октября 1942 года полк находился на отдыхе в Дербенте (аул Исти-Су). Лётный состав получил в Куйбышеве новые самолёты и перегнал их в Дербент на аэродром Исти-Су. 12 октября полк перебазировался на аэродром Грозный, где приступил к боевой работе составе 230-й штурмовой авиадивизии 4-й воздушной армии Закавказского фронта.
Базируясь рядом с Грозным полк действовал по скоплениям войск и техники противника в районах Моздок, Ищёрская, Ачикулак, принимал активное участие в разгроме Аргун-Гизилевской группировки противника, угрожавшей городам Владикавказ и Грозный.

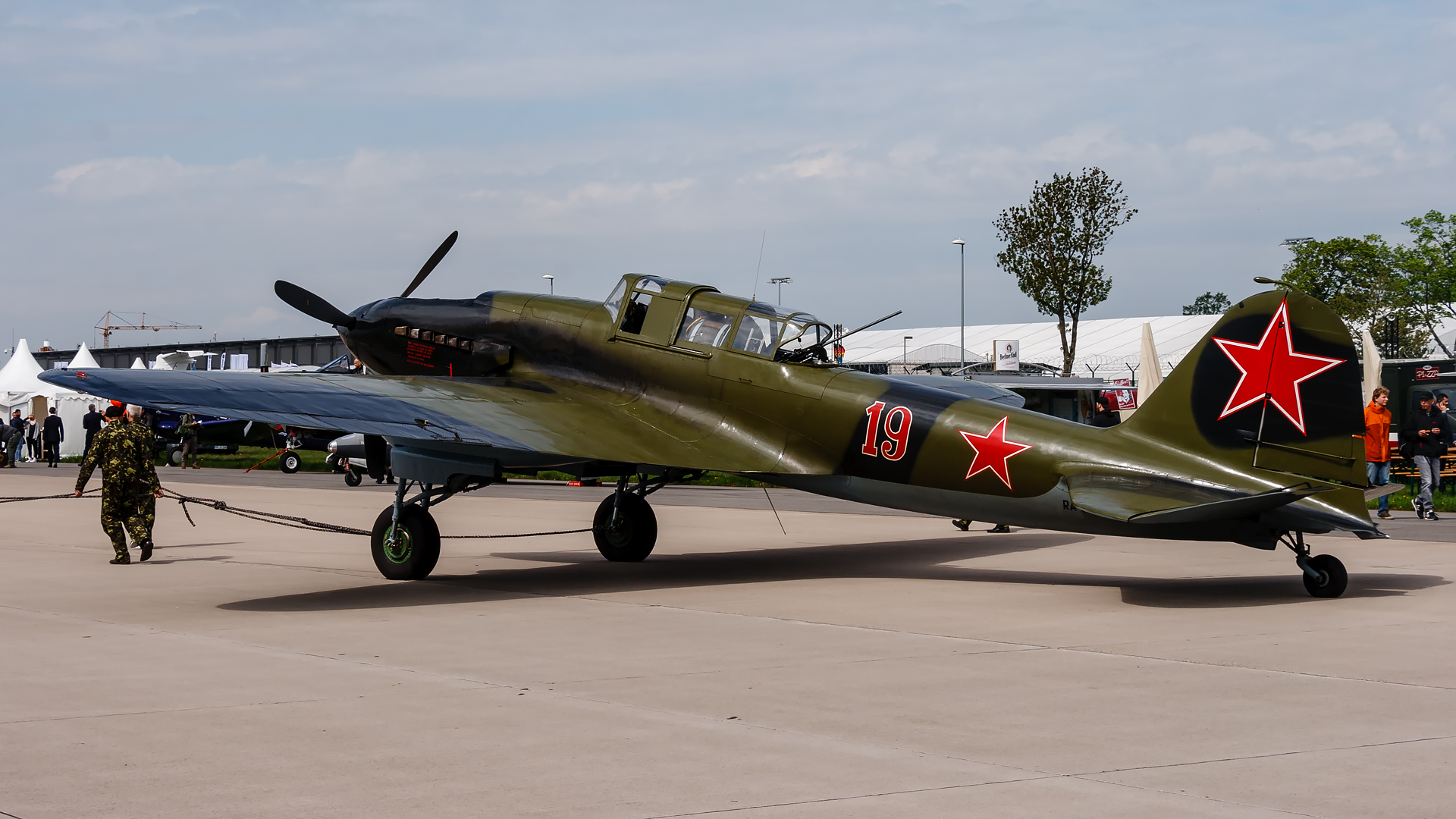
Конструкторы называли разработанный ими штурмовик Ил-2 «летающим танком», пилоты-истребители люфтваффе прозвали его «бетонным самолётом» (нем. Betonflugzeug), солдаты вермахта называли его «чумой» (нем. Schwarzer Tod, дословно: «чёрная смерть»).

В период разгрома немцев под Орджоникидзе (Владикавказом) и Гизелем полк вел боевые действия по уничтожению отступающих войск противника в районах Моздок, Ищёрская, Ачикулак, Георгиевск, Минеральные Воды, Армавир, Тихорецк, взаимодействуя с частями 9-й армии и 2-го гвардейского кавалерийского корпуса, действовал по объектам Таманского полуострова.
После освобождения Таманского полуострова полк в составе 230-й штурмовой авиадивизии прошел с боями от Кавказа до Эльбы, участвуя в Могилевской, Минской, Белостокской, Крымской, Белоруской, Осовецкой, Млавско-Эльбингской, Восточно-Прусской, Восточно-Померанской и Берлинской операциях. За успешные боевые действия был удостоен почётного наименования Севастопольский и награждён орденами Красного Знамени.
В составе действующей армии полк находился с 7 марта 1942 года по 9 мая 1945 года.
После войны полк базировался на территории Польши в составе 230-й штурмовой авиационной дивизии 4-го штурмового корпуса 4-й воздушной армии Северной группы войск на аэродроме Кшива. С июля 1945 года полк начал осваивать новый самолёт — Ил-10. С 1948 года дивизия, после расформирования 4-го штурмового корпуса, вошла в прямое подчинение 37-й воздушной армии (бывшей 4-й воздушной). В 1947 году в дивизии расформирован 103-й штурмовой авиационный Гродненский Краснознамённый полк, часть личного состава была принята в полк.
В связи с массовым переименованием частей и соединений 20 февраля 1949 года 230-я штурмовая авиационная Кубанская Краснознамённая ордена Суворова дивизия была переименована и получила наименование 172-я штурмовая авиационная Кубанская Краснознамённая ордена Суворова дивизия, 7-й гвардейский штурмовой авиационный полк — 756-й гвардейский штурмовой авиационный полк.
В середине 50-х годов полк стал получать МиГ-15 и МиГ-17, используя их в качестве самолёта-штурмовика. С 1 апреля 1956 года стала формироваться Истребительно-бомбардировочная авиация, полк вместе с дивизией был передан в её состав и стала именоваться 756-й гвардейский истребительно-бомбардировочный авиационный Севастопольский Краснознамённый ордена Ленина полк.
В связи со значительным сокращением Вооруженных сил СССР 1 июля 1961 года полк и 172-я истребительно-бомбардировочная авиационная Кубанская Краснознамённая ордена Суворова дивизия были расформированы в составе 37-й воздушной армии Северной группы войск на аэродроме Кшива. Часть личного состава полка была передана в единственный, не попавший под сокращение, 189-й гвардейский штурмовой авиационный Брестский ордена Суворова полк, который был перебазирован на аэродром Борзя Читинской области в состав ВВС Забайкальского военного округа (в последующем 23-й воздушная армия).

## Командиры полка
- гвардии подполковник Гетьман Семён Григорьевич, с 7 марта 1942 года по 20 мая 1942 года.
- гвардии майор Холобаев Константин Николаевич, снят с должности, с 21 мая 1942 года по 7 ноября 1942 года.
- гвардии майор	Волков Алексей Николаевич, с 7 ноября 1942 по 21 января 1943 года.
- гвардии майор, гвардии подполковник Хашпер Хаим Янкелевич, с 21 января 1943 года.
- гвардии подполковник Баутин Иван Иванович, с августа 1944 года.

## В составе объединений
| Дата          | Фронт (округ)                            | Армия                | Корпус                           | Дивизия                                                  | Примечания |
| ------------- | ---------------------------------------- | -------------------- | -------------------------------- | -------------------------------------------------------- | ---------- |
| 07.03.1942 г. | Южный фронт                              | ВВС Южного фронта    | -                                | 5-я резервная авиационная группа                         |            |
| 22.05.1942 г. | Южный фронт                              | 4-я воздушная армия  | -                                | 230-я штурмовая авиационная дивизия                      |            |
| 28.07.1942 г. | Северо-Кавказский фронт                  | 4-я воздушная армия  | -                                | 230-я штурмовая авиационная дивизия                      |            |
| 10.08.1942 г. | Закавказский фронт Северная группа войск | 4-я воздушная армия  | -                                | 230-я штурмовая авиационная дивизия                      |            |
| 24.01.1943 г. | Северо-Кавказский фронт                  | 4-я воздушная армия  | -                                | 230-я штурмовая авиационная дивизия                      |            |
| 24.01.1943 г. | Отдельная Приморская армия               | 4-я воздушная армия  | -                                | 230-я штурмовая авиационная дивизия                      |            |
| 22.04.1944 г. | 4-й Украинский фронт                     | 8-я воздушная армия  | -                                | 230-я штурмовая авиационная дивизия                      |            |
| 30.05.1944 г. | 2-й Белорусский фронт                    | 4-я воздушная армия  | -                                | 230-я штурмовая авиационная дивизия                      |            |
| 09.05.1945 г. | 2-й Белорусский фронт                    | 4-я воздушная армия  | -                                | 230-я штурмовая авиационная дивизия                      |            |
| 10.06.1945 г. | Северная группа войск                    | 4-я воздушная армия  | -                                | 230-я штурмовая авиационная дивизия                      |            |
| 01.12.1945 г. | Северная группа войск                    | 4-я воздушная армия  | 4-й штурмовой авиационный корпус | 230-я штурмовая авиационная дивизия                      |            |
| 01.02.1947 г. | Северная группа войск                    | 4-я воздушная армия  | -                                | 230-я штурмовая авиационная дивизия                      |            |
| 20.02.1949 г. | Северная группа войск                    | 37-я воздушная армия | -                                | 172-я штурмовая авиационная дивизия                      |            |
| 01.04.1956 г. | Северная группа войск                    | 37-я воздушная армия | -                                | 172-я истребительно-бомбардировочная авиационная дивизия |            |
| 01.07.1961 г. | Северная группа войск                    | 37-я воздушная армия | -                                | 172-я истребительно-бомбардировочная авиационная дивизия |            |

## Участие в операциях и битвах

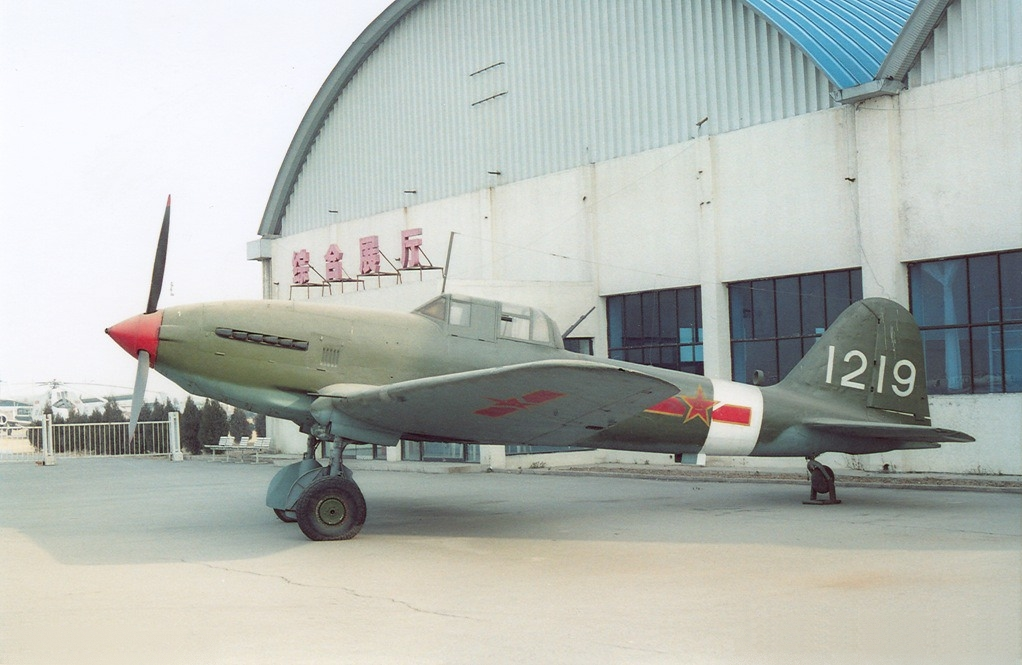
Самолет Ил-10 принят на вооружение полка в июле 1945 года и был заменен истребителем МиГ-15 только в 1956 году. На снимке фото сохранившегося экземпляра самолёта Ил-10 в музее Китая.

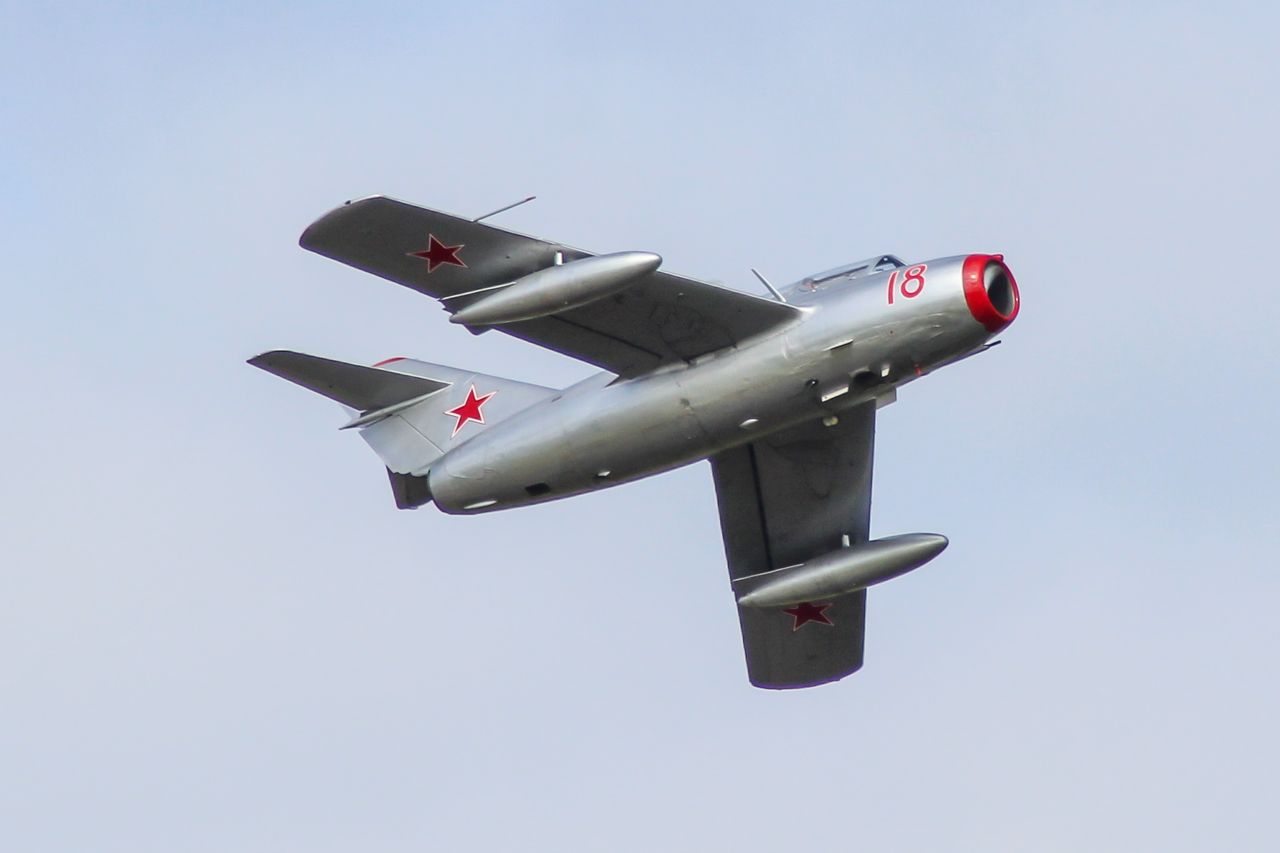
На смену штурмовику Ил-10 в 50-х годах XX века пришел истребитель МиГ-15, который полк использовал в варианте истребителя-бомбардировщика.

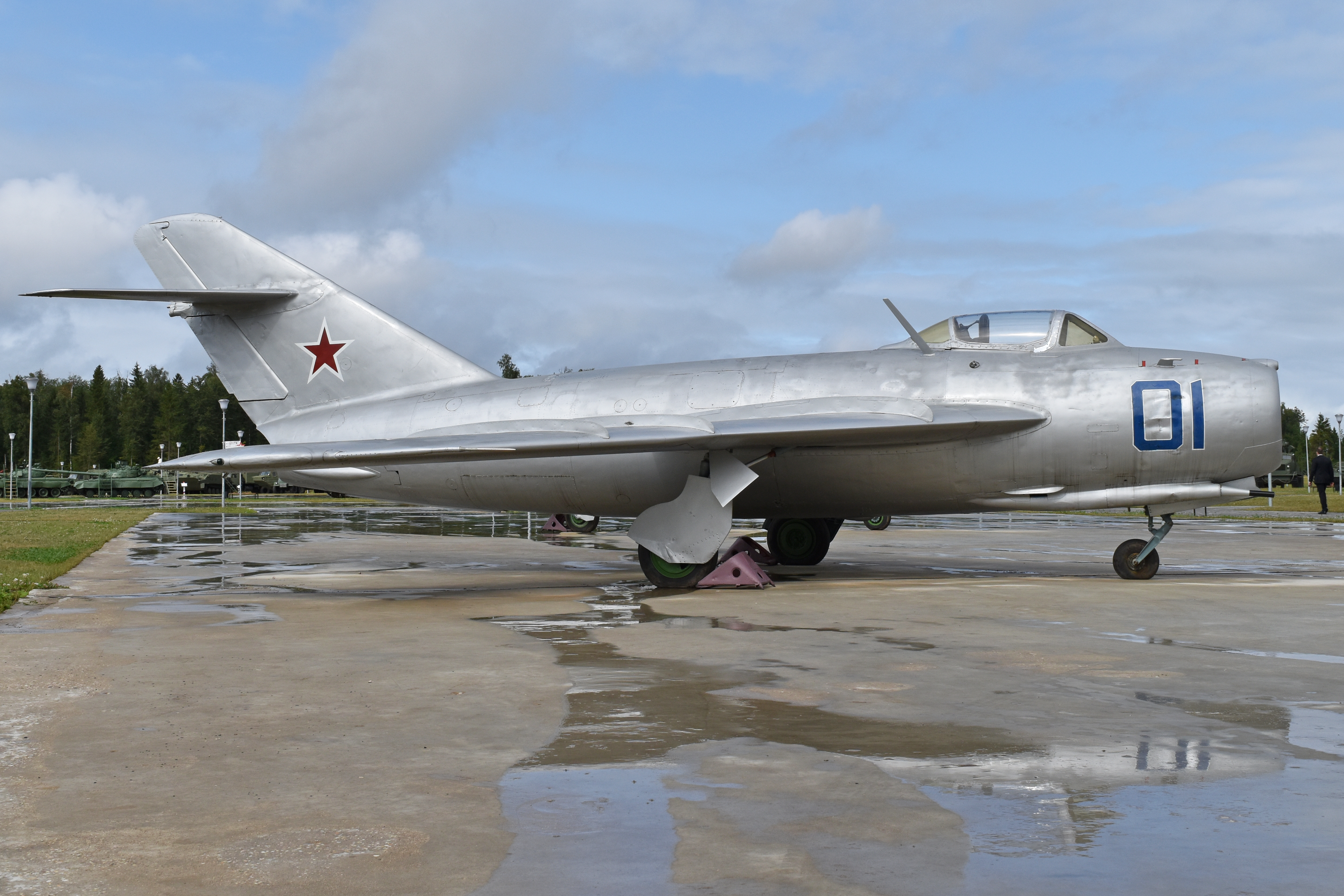
Истребитель МиГ-17 выполнял задачи истребителя-бомбардировщика.

- Харьковская операция — с 22 мая 1942 года по 29 мая 1942 года.
- Воронежско-Ворошиловградская операция — с 28 июня 1942 года по 24 июля 1942 года.
- Донбасская оборонительная операция (1942) — с 7 июля 1942 года по 24 июля 1942 года.
- Битва за Кавказ — с 25 июля 1942 года по 9 октября 1943 года:
  - Северо-Кавказская операция — с 25 июля 1942 года по 4 февраля 1943 года.
  - Армавиро-Майкопская операция — с 6 августа 1942 года по 17 августа 1942 года.
  - Моздок-Малгобекская оборонительная операция — с 1 сентября 1942 года по 28 сентября 1942 года.
  - Нальчинско-Орджоникидзевская операция — с 25 октября 1942 года по 12 ноября 1942 года.
  - Ростовская операция — с 1 января 1943 года по 18 февраля 1943 года.
  - Краснодарская операция — с 9 февраля 1943 года по 16 марта 1943 года.
  - Новороссийская десантная операция — с 9 сентября 1943 года по 16 сентября 1943 года.
  - Таманская наступательная операция — с 10 сентября 1943 года по 9 октября 1943 года.
- Воздушные сражения на Кубани — с апреля 1943 года по июль 1943 года
- Керченско-Эльтигенская десантная операция — с 31 октября 1943 года по 11 декабря 1943 года.
- Крымская наступательная операция — с 12 апреля 1944 года по 22 апреля 1944 года.
- Белорусская операция (1944)
  - Могилёвская наступательная операция — с 23 июня 1944 года по 28 июня 1944 года.
  - Минская наступательная операция — с 29 июня 1944 года по 4 июля 1944 года.
  - Белостокская операция — с 5 июля 1944 года по 27 июля 1944 года.
  - Осовецкая наступательная операция — с 6 августа 1944 года по 14 августа 1944 года.
- Восточно-Прусская операция — с 13 января 1945 года по 25 апреля 1945 года.
  - Млавско-Эльбингская операция — с 14 января 1945 года по 26 января 1945 года.
  - Штурм Кёнигсберга — с 6 апреля 1945 года по 9 апреля 1945 года.
- Восточно-Померанская операция — с 10 февраля 1945 года по 4 апреля 1945 года.
  - Хойнице-Кезлинская операция — с 10 февраля 1945 года по 6 марта 1945 года.
  - Данцигская наступательная операция — 7 марта 1945 года по 31 марта 1945 года.
- Берлинская наступательная операция 
  - Штеттинско-Ростокская операция — с 16 апреля 1945 года по 8 мая 1945 года.

## Почётные наименования
- 7-му гвардейскому штурмовому авиационному ордена Ленина полку за отличие в боях при овладении штурмом крепостью и важнейшей военно-морской базой на Чёрном море городом Севастополь приказом НКО СССР № 00136 от 24 мая 1944 года на основании приказа ВГК № 111 от 10 мая 1944 года присвоено почётное наименование «Севастопольский»[10].

## Награды
- 7-й гвардейский штурмовой авиационный Севастопольский ордена Ленина полк за образцовое выполнение боевых заданий командования в боях с немецкими захватчиками при овладении городами Остероде, Дойтш-Айлау и проявленные при этом доблесть и мужество Указом Президиума Верховного Совета СССР от 5 апреля 1945 года награждён орденом «Красного Знамени»[11].

## Благодарности Верховного Главнокомандующего
Воинам полка в составе дивизии объявлены благодарности Верховного Главнокомандующего:
- За отличие в боях при завершении разгроме таманской группировки противника, ликвидации оперативно важного плацдарма немцев на Кубани, обеспечивавшего им оборону Крыма и возможность наступательных действий в сторону Кавказа, за отличие в боях за освобождение Таманского полуострова[12].
- За отличие в боях при овладении штурмом крепостью и важнейшей военно-морской базой на Чёрном море городом Севастополь[10].
- За отличия в боях при прорыве обороны немцев на Могилевском направлении и форсировании реки Проня западнее города Мстиславль, при овладении районным центром Могилевской области — городом Чаусы и освобождении более 200 других населённых пунктов, среди которых Черневка, Ждановичи, Хоньковичи, Будино, Васьковичи, Темривичи и Бординичи[13].
- За отличие в боях при овладении городом Бобруйск[14].
- За отличие в боях при овладении городом и крупным железнодорожным узлом Волковыск — важным опорным пунктом обороны немцев, прикрывающим пути на Белосток[15].
- За отличие в боях при овладении штурмом овладели городом и крупным промышленным центром Белосток — важным железнодорожным узлом и мощным укреплённым районом обороны немцев, прикрывающим пути к Варшаве[16].
- За отличие в боях при овладении штурмом городом и крепостью Остроленка — важным опорным пунктом обороны немцев на реке Нарев[17].
- За отличие в боях при овладении городом и крепостью Ломжа — важным опорным пунктом обороны немцев на реке Нарев[18].
- За отличие в боях при овладении штурмом городом Пшасныш (Прасныш), городом и крепостью Модлин (Новогеоргиевск) — важными узлами коммуникаций и опорными пунктами обороны немцев, а также более 1000 других населённых пунктов[19].
- За отличие в боях при овладении городами Млава и Дзялдов (Зольдау) — важными узлами коммуникаций и опорными пунктами обороны немцев на подступах к южной границе Восточной Пруссии и городом Плоньск — крупным узлом коммуникаций и опорным пунктом обороны немцев на правом берегу Вислы[20].
- За отличие в боях при вторжении в Восточную Пруссию и при овладении городами Найденбург, Танненберг, Едвабно и Аллендорф — важными опорными пунктами обороны немцев[21].
- За отличие в боях при овладении городом Алленштайн — важным узлом железных и шоссейных дорог я сильно укреплённым опорным пунктом немцев, прикрывающим с юга центральные районы Восточной Пруссии[22].
- За отличие в боях при овладении городом и крепостью Грудзёндз — мощным узлом обороны немцев на нижнем течении реки Висла[23].
- За отличие в боях при овладении городами Гнев (Меве) и Старогард (Прейсиш Старгард) — важными опорными пунктами обороны немцев на подступах к Данцигу[24].
- За отличие в боях при овладении городами Тчев, Вейхерово , Пуцк и выходу на побережье Данцигской бухты севернее Гдыни[25].
- За отличие в боях при овладении городом и крепостью Гданьск — важнейшим портом и первоклассной военно-морской базой немцев на Балтийском море[26].
- За отличие в боях при форсировании восточного и западного Одера южнее Штеттина, прорыве сильно укреплённой обороны немцев на западном берегу Одера, при овладении главным городом Померании и крупным морским портом Штеттин, при овладении городов Гартц, Пенкун, Казеков, Шведт[27].
- За отличие в боях при овладении городами Эггезин, Торгелов, Пазевальк, Штрасбург, Темплин — важными опорными пунктами обороны немцев в Западной Померании[28].
- За отличие в боях при овладении городами Грайфсвальд, Трептов, Нойштрелитц, Фюрстенберг, Гранзее — важными узлами дорог в северо-западной части Померании и в Мекленбурге[29].
- За отличие в боях при овладении городами Штральзунд, Гриммен, Деммин, Мальхин, Варен, Везенберг — важными узлами дорог и сильными опорными пунктами обороны немцев[30].
- За отличие в боях при овладении городом Росток и Варнемюнде — крупными портами и важными военно-морскими базами немцев на Балтийском море, а также при овладении городами Рибнитц, Марлов, Лааге, Тетерев, Миров[31].
- За отличие в боях при овладении городами Барт, Бад-Доберан, Нойбуков, Барин, Виттенберге, соединении на линии Висмар, Виттенберге с союзными английскими войсками[32].
- За отличие в боях при овладении портом и военно-морской базой Свинемюнде — крупным портом и военно-морской базой немцев на Балтийском море[33].
- За отличие в боях при форсировании пролива Штральзундерфарвассер, занятии городов Берген, Гарц, Путбус, Засснитц и полном овладении островом Рюген[34].

## Отличившиеся воины
- Аверьянов Константин Антонович, гвардии лейтенант, заместитель командира эскадрильи 7-го гвардейского штурмового авиационного полка 230-й штурмовой авиационной дивизии 4-й воздушной армии Указом Президиума Верховного Совета СССР от 26 октября 1944 года удостоен звания Герой Советского Союза. Золотая Звезда № 4528.
- Горячев Виктор Фёдорович, гвардии старший лейтенант, заместитель командира эскадрильи 7-го гвардейского штурмового авиационного полка 230-й штурмовой авиационной дивизии 4-й воздушной армии Указом Президиума Верховного Совета СССР от 26 октября 1944 года удостоен звания Герой Советского Союза. Посмертно.
- Демидов Владимир Алексеевич, гвардии капитан, командир эскадрильи 7-го гвардейского штурмового авиационного полка 230-й штурмовой авиационной дивизии 4-й воздушной армии Указом Президиума Верховного Совета СССР от 26 октября 1944 года удостоен звания Герой Советского Союза. Золотая Звезда № 4516.
- Емельяненко Василий Борисович, гвардии капитан, штурман 7-го гвардейского штурмового авиационного полка 230-й штурмовой авиационной дивизии 4-й воздушной армии Указом Президиума Верховного Совета СССР от 13 апреля 1944 года удостоен звания Герой Советского Союза. Золотая Звезда № 3511.
- Кабанов Владимир Егорович, гвардии лейтенант, старший лётчик 7-го гвардейского штурмового авиационного полка 230-й штурмовой авиационной дивизии 4-й воздушной армии Указом Президиума Верховного Совета СССР от 23 февраля 1945 года удостоен звания Герой Советского Союза. Золотая Звезда № 5318.
- Карабут Иван Лаврентьевич, гвардии капитан, командир эскадрильи 7-го гвардейского штурмового авиационного полка 230-й штурмовой авиационной дивизии 4-й воздушной армии Указом Президиума Верховного Совета СССР от 4 февраля 1944 года удостоен звания Герой Советского Союза. Золотая Звезда не вручена в связи с гибелью.
- Кривень Пётр Яковлевич, гвардии лейтенант, старший лётчик 7-го гвардейского штурмового авиационного полка 230-й штурмовой авиационной дивизии 4-й воздушной армии Указом Президиума Верховного Совета СССР от 26 октября 1944 года удостоен звания Герой Советского Союза. Золотая Звезда № 4851.

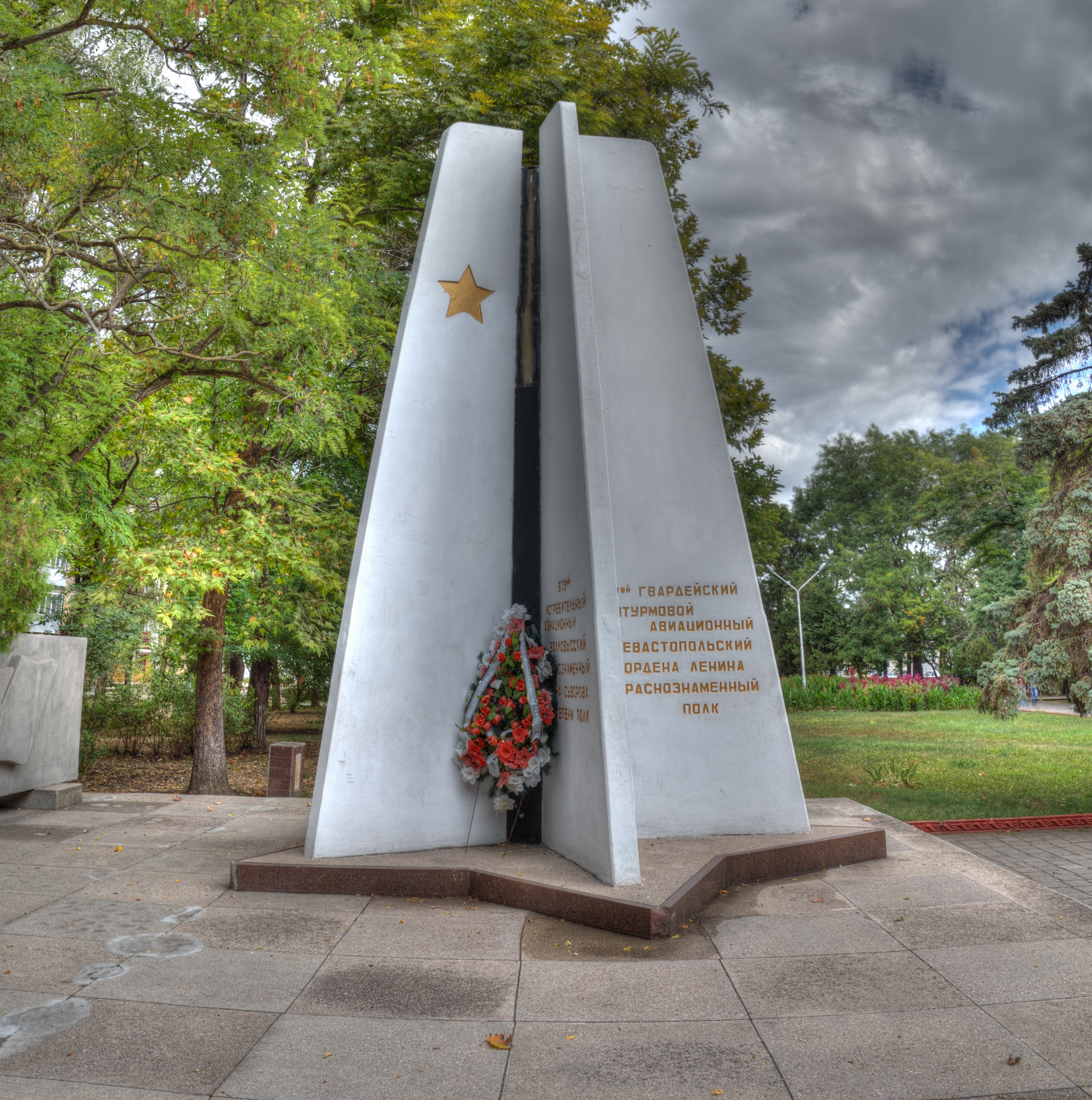
Памятник лётчика полка и других полков дивизии, погибшим при освобождении Тамани и Крым в Керчи. Установлен в Керчи.

- Левин Борис Савельевич, гвардии лейтенант, командир звена 7-го гвардейского штурмового авиационного полка 230-й штурмовой авиационной дивизии 4-й воздушной армии Указом Президиума Верховного Совета СССР от 26 октября 1944 года удостоен звания Герой Советского Союза. Золотая Звезда № 5260.
- Мосьпанов Илья Петрович, гвардии старший лейтенант, командир эскадрильи 7-го гвардейского штурмового авиационного полка 230-й штурмовой авиационной дивизии 4-й воздушной армии Указом Президиума Верховного Совета СССР от 23 ноября 1942 года удостоен звания Герой Советского Союза. Посмертно.
- Мальцев Иван Александрович, гвардии старший лейтенант, заместитель командира эскадрильи 7-го гвардейского штурмового авиационного полка Указом Президиума Верховного Совета СССР от 26 октября 1944 года удостоен 230-й штурмовой авиационной дивизии 4-й воздушной армии звания Герой Советского Союза. Золотая Звезда № 4849.
- Остапенко Иван Петрович, гвардии капитан, командир эскадрильи 7-го гвардейского штурмового авиационного полка 230-й штурмовой авиационной дивизии 4-й воздушной армии Указом Президиума Верховного Совета СССР от 23 февраля 1945 года удостоен звания Герой Советского Союза. Золотая Звезда № 5319.
- Плешаков Александр Яковлевич, гвардии лейтенант, старший лётчик 7-го гвардейского штурмового авиационного полка 230-й штурмовой авиационной дивизии 4-й воздушной армии Указом Президиума Верховного Совета СССР от 23 февраля 1945 года удостоен звания Герой Советского Союза. Золотая Звезда № 5321.
- Руденко Пётр Иванович, гвардии лейтенант, заместитель командира эскадрильи 7-го гвардейского штурмового авиационного полка 230-й штурмовой авиационной дивизии 4-й воздушной армии Указом Президиума Верховного Совета СССР от 13 декабря 1942 года удостоен звания Герой Советского Союза. Посмертно.
- Руденко Александр Елисеевич, гвардии лейтенант, командир звена 7-го гвардейского штурмового авиационного полка 230-й штурмовой авиационной дивизии 4-й воздушной армии Указом Президиума Верховного Совета СССР от 18 августа 1945 года удостоен звания Герой Советского Союза. Золотая Звезда № 5413.
- Седненков Николай Петрович, гвардии лейтенант, командир звена 7-го гвардейского штурмового авиационного полка 230-й штурмовой авиационной дивизии 4-й воздушной армии Указом Президиума Верховного Совета СССР от 26 октября 1944 года удостоен звания Герой Советского Союза. Посмертно.
- Чернец Иван Арсентьевич, гвардии старший лейтенант, командир звена 7-го гвардейского штурмового авиационного полка 230-й штурмовой авиационной дивизии 4-й воздушной армии Указом Президиума Верховного Совета СССР от 23 февраля 1945 года удостоен звания Герой Советского Союза. Золотая Звезда № 5322. 4 июня 1947 года лишён звания Героя Советского Союза. 30 декабря 1967 года восстановлен в звании Героя Советского Союза.
- Шамшурин Василий Григорьевич, гвардии младший лейтенант, лётчик 7-го гвардейского штурмового авиационного полка Указом Президиума Верховного Совета СССР от 8 февраля 1943 года удостоен звания Герой Советского Союза. Посмертно.
- Шатов Михаил Григорьевич, гвардии лейтенант, старший лётчик 7-го гвардейского штурмового авиационного полка 230-й штурмовой авиационной дивизии 4-й воздушной армии Указом Президиума Верховного Совета СССР от 23 февраля 1945 года удостоен звания Герой Советского Союза. Золотая Звезда № 7225.

## Базирование
| Период            | Место базирования         |
| ----------------- | ------------------------- |
| 05.1945 — 07.1945 | аэродром Маковице, Польша |
| 01.07.1945 — 1961 | аэродром Кшива, Польша    |

## Память
Лётчика полка, погибшим при освобождении Тамани и Крым в Керчи в 1964 году установлен памятник.